# Комиссия кнессета по труду, благосостоянию и здравоохранению
Комиссия кнессета по труду, благосостоянию и здравоохранению (ивр. ועדת העבודה, הרווחה והבריאות‎ — Ваадат ха-авода, ха-рваха ве-ха-бриут) — постоянная комиссия кнессета, занимающаяся законодательством по социальной сфере. 

## Информация о комиссии
Комиссия занимается вопросами труда; социальной защиты; прожиточным минимумом; институтом национального страхования; здравоохранением; благосостоянием; реабилитацией; инвалидами и их реабилитацией; включая инвалидов Армии обороны Израиля, семьями пострадавших в войне и иных пострадавших; несовершеннолетними преступники; пенсиями и платежами; распорядком платежей военнослужащим и их семьям.
Комиссия была создана в 1999 году, в каденцию кнессета 15-го созыва. Председатель комиссии — Хаим Кац. Члены комиссии (на 22 февраля 2012 года): Рахель Адато, Афу Агбария, Арье Биби, Илан Гилон, Орли Леви, Моше Маталон, Авраам Михаэли Саид Нафаа, Арье Эльдад, Шели Яхимович.

## Председатели комиссии
- Давид Таль (кнессет 15-го созыва)
- Яир Перец (кнессет 15-го созыва)
- Шауль Яалом (кнессет 16-го созыва)
- Хаим Кац (кнессет 16-го созыва)
- Ицхак Галанти (кнессет 17-го созыва)
- Моше Шарони (кнессет 17-го созыва)
- Хаим Кац (кнессет 18-го созыва)